# 黄达 (足球运动员)
黄达（1991年5月20日—），中国足球运动员，司职前卫。

## 职业生涯
2009年1月，深圳南山少年足球俱乐部入股深圳队后，黄达从南山青少年足球俱乐部队员直接成为中超球队深圳队的球员，但该赛季黄达並没有得到出场机会，2010年中途黄达离开深圳红钻预备队。
2011年初，黄达曾到深圳的另一支球队深圳凤凰进行试训，但未能留队。同年7月的球员二次转会中加盟了乙级联赛球队东莞南城，改主打左后卫。
2012年，黄达加入新组建的乙级联赛球队深圳风鹏。在赛季中途因阑尾炎不得不修养前是一线常备阵容一员，作为中场两个边路的第一替补。
2013年，黄达继续在深圳风鹏作为一线常备队员效力。
2014年加盟乙级联赛球队丽江嘉云昊。